# Bulle
Bulle  je švicarski grad i sjedište istoimene općine na jugu kantona Fribourg. Sjedište je kantonalnog distrikta Gruyère.

## Povijest
Najstariji tragovi naselja potječu iz vremena halštatske kulture. U srednjem vijeku mjesto će dobiti na važnosti izgradnjom crkve sv. Euzebija koju je dao sagraditi lausannski biskup između 6. i 8. stoljeća, a koja će biti središnja crkva tog područja. Naselje je posjed Kneževske biskupije Lausanne, ali gruyèrski grofovi također polažu pravo na naselje. U brojnim sukobima od 12. do 14. stoljeća lausannski biskup će nadvladati. Biskupija će tijekom 13. stoljeća učiniti od naselja jednu od utvrda svoga obrambenog sustava. Od 1231. do 1239. grade se zidine koje će naselju dati pravokutni oblik s dvije ulice koje ga presjecaju po dužini. Nekoliko desetljeća kasnije na jugoistočnom uglu grada sagrađen je utvrđeni dvorac. 
1447. godine požar će većim dijelom uništiti grad. Obnovljeni grad sklapa savez s Fribourgom 1476. godine. Kada je kanton Bern počeo osvajanje savojskih i lausannskih posjeda u Vaudskim zemljama u 16. stoljeću grad Bulle stavlja se pod zaštitu Fribourga 1536. godine, a već godinu kasnije kanton Fribourg će preuzeti vlast nad gradom.